# 各年のカンボジアの一覧

カンボジアの国旗

各年のカンボジアの一覧（かくねんのカンボジアのいちらん）は、カンボジアの各年ごとの記事の一覧。この一覧ではカンボジアの各年ごとの記事の他、各世紀と各年代、カンボジアの各分野における各年ごとの記事についても取り扱う。

## 一覧

### 20世紀
- 1950年代
  - 1953年のカンボジア（英語版） 1954年のカンボジア（英語版）
- 1970年代
  - 1970年のカンボジア（英語版） 1971年のカンボジア（英語版） 1972年のカンボジア（英語版） 1973年のカンボジア（英語版） 1974年のカンボジア（英語版）
  - 1975年のカンボジア（英語版） 1976年のカンボジア（英語版） 1977年のカンボジア（英語版） 1978年のカンボジア（英語版） 1979年のカンボジア（英語版）
- 1980年代
  - 1980年のカンボジア（英語版） 1981年のカンボジア（英語版） 1982年のカンボジア（英語版） 1983年のカンボジア（英語版） 1984年のカンボジア（英語版）
  - 1985年のカンボジア（英語版） 1986年のカンボジア（英語版）
- 1990年代
  - 1992年のカンボジア（英語版） 1993年のカンボジア（英語版）

### 21世紀
- 2000年代
  - 2006年のカンボジア（英語版） 2007年のカンボジア（英語版） 2008年のカンボジア（英語版） 2009年のカンボジア（英語版）
- 2010年代
  - 2010年のカンボジア（英語版） 2011年のカンボジア（英語版） 2012年のカンボジア（英語版） 2013年のカンボジア（英語版） 2014年のカンボジア（英語版）
  - 2015年のカンボジア（英語版） 2016年のカンボジア（英語版） 2017年のカンボジア（英語版） 2018年のカンボジア（英語版）
- 2020年代
  - 2020年のカンボジア（英語版） - 2021年のカンボジア（英語版） - 2022年のカンボジア - 2023年のカンボジア（英語版）